# Dire Dawa City
Dire Dawa City is een Ethiopische voetbalclub uit de stad Dire Dawa. Dire Dawa speelt in de Premier League,
de nationale voetbalcompetitie van Ethiopië.